# 釣り
釣り（つり、英: fishing）とは、釣り針、釣り糸などの道具で「魚」（主に魚類などの魚介類）を「釣る」ようにして採捕する行為、方法のことである。（魚に限定した場合は）魚釣り（さかなつり、うおつり）とも。
現代では道具としては釣り針、釣り糸、釣り竿などを使い、釣り針に餌や疑似餌をつけて行うことが一般的である。

## 概要

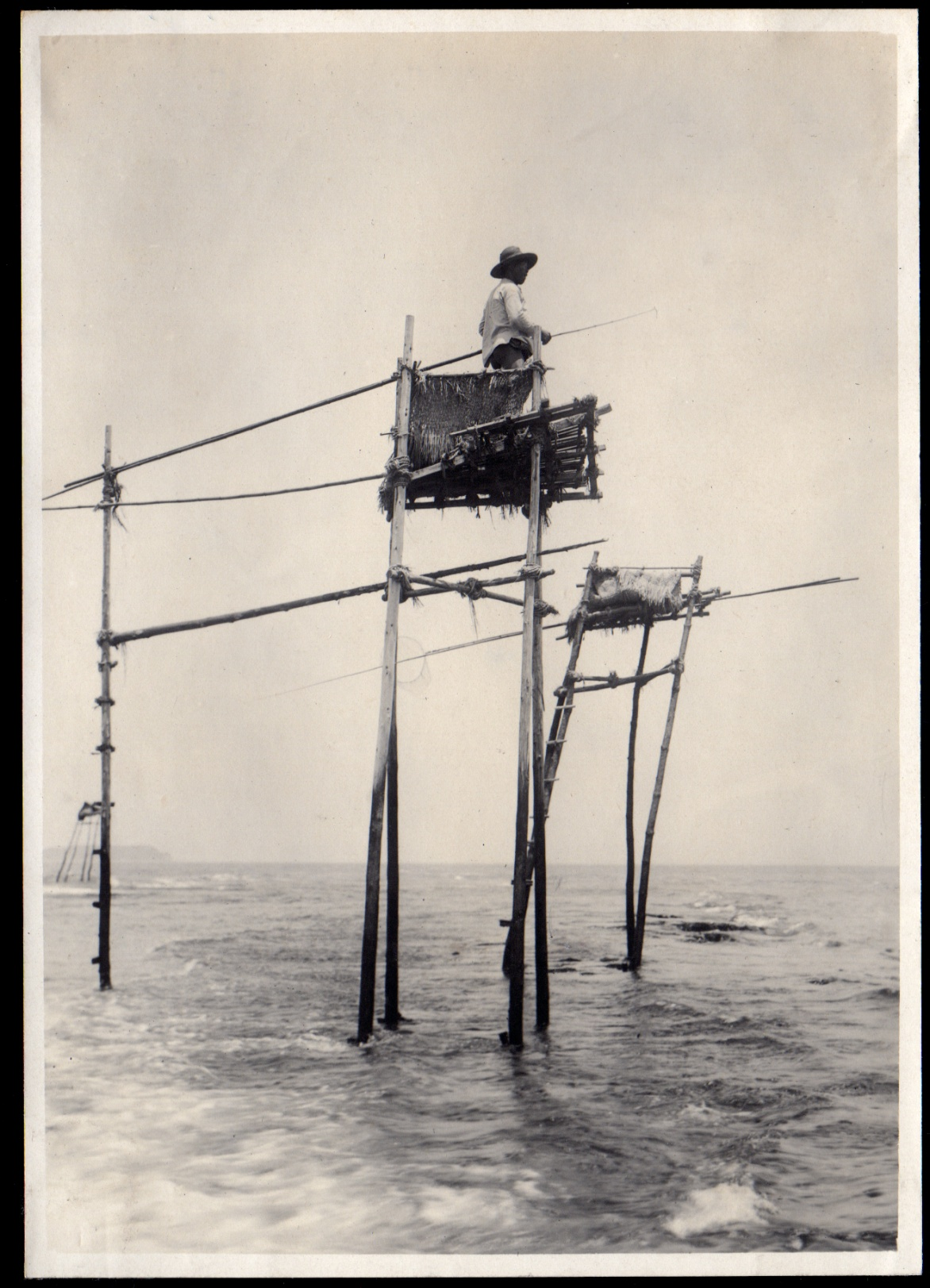
大正時代の竹で組んだ釣り場

釣りの中には、食用魚を狙ったものの他、釣り自体を楽しむゲームフィッシング、種類を問わない雑魚釣り (Coarse fishing) などがある。
釣りをおこなう場所によって海釣りと川釣りに大別される。ひとつは、「釣りを行う場所」で分類する方法があり、海釣りと川釣りに大別される。海釣りは、磯釣り（いそづり）、船釣り（ふなづり）などに上位分類することができる。川釣りは、渓流地の釣り（渓流釣り）、高地の釣りなどに分類することができる。
- 海
  - 磯
  - 防波堤
  - 砂浜
  - 河口
  - 海上釣り堀
  - 船上
    - （業者運営の）釣船上
    - （プライベートな）ボート上
    - シーカヤック上
- 淡水
  - 渓流
  - 川
  - 湖
  - 池
  - 釣り堀（管理釣り場）

なお、対象魚によっても分類されている。
漁業は漁法によって網漁業・釣漁業・雑漁業の3種に分けられる。釣漁業には手釣、竿釣、機械釣、曳縄釣、立縄釣、延縄がある。
なお、針に引っかけて漁獲する空釣は釣漁業ではなく雑漁業に分類される。
もともとは食料を得るための「釣り」であるが、次第に遊びの要素を濃くしていき、今日の日本では釣り人口2000万人とまで言われるようになってきている。スポーツとしての釣りのことを、ゲームフィッシング、スポーツフィッシングなどと呼ぶこともある。
食用になる魚を対象魚とする場合もあれば、魚釣りの過程を楽しむための遊漁もあり、後者の場合には、その場で釣った魚を再放流すること（キャッチ・アンド・リリース）が行われる場合もある。

## 歴史

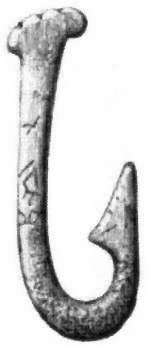
骨で作られた石器時代の釣り針

釣りの起源は少なくとも約4万年前の旧石器時代まで遡ることができる。娯楽を目的とする釣りも古代中国大陸、古代ギリシア、古代ローマなどで古くからみられた。
ヨーロッパでは中世になって遊漁（遊びの釣り）が目覚ましい進展をみせた。イギリスではアンブロズ司教など釣り好きの聖職者が輩出し、魚や釣りの本も相次いで出版され、1494年のイギリスではジュリアナ・バーナーズという女性による「世界で最初の釣り入門書」とされている本が出版されている。
1653年には、釣りの聖書ともされるイギリスのアイザック・ウォルトンの『釣魚大全』 (The Compleat Angler) が出版された。これには「静思する人の行楽」という副題がついており、中世ヨーロッパ人の趣味への探求心が溢れている。
1900年のパリ・オリンピックでは釣りが競技種目の一つとして採用され、釣果が競われた。

### 日本
先史時代の釣り針が出土しており、刺突具で魚を捕えることと併用して、食糧を得るために用いていたと考えられる。沖縄県南城市で、貝殻で作られた2万3千年前の世界最古の釣り針が発掘されている。
奈良時代、平安時代には、貴族たちの間で行われていた。
江戸時代ごろから、さかんに一般庶民の間でも趣味として行われるようになった。江戸時代は数百年にわたり大きな戦争のない日々が続いたので遊びが盛んになり、江戸の街にも水運網、水路網が張り巡らせてあったことで釣り場がいたるところにあったため、江戸の庶民によって盛んに行われた。
1990年代には「釣り人口2000万人」「潜在需要3000万人」と言われるまで、趣味で釣りを行う人々の数が増えたが、その後の不況やバス釣りブームの退潮、テロ対策を目的とした港湾規制などで減少に転じ、2013年には710万人まで減少した。2019年に発生した新型コロナウイルスにより、屋外で感染リスクが低く、手軽に楽しめるとして回復の兆しがあった。

## 釣具

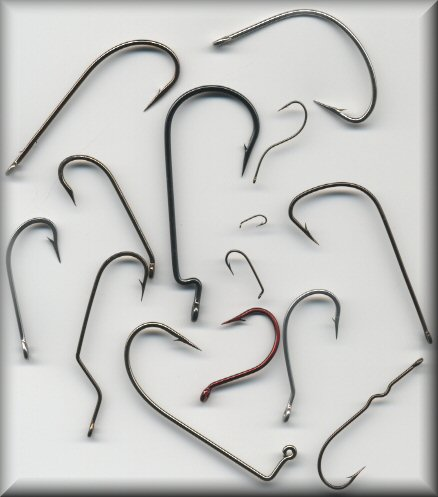
様々な釣り針
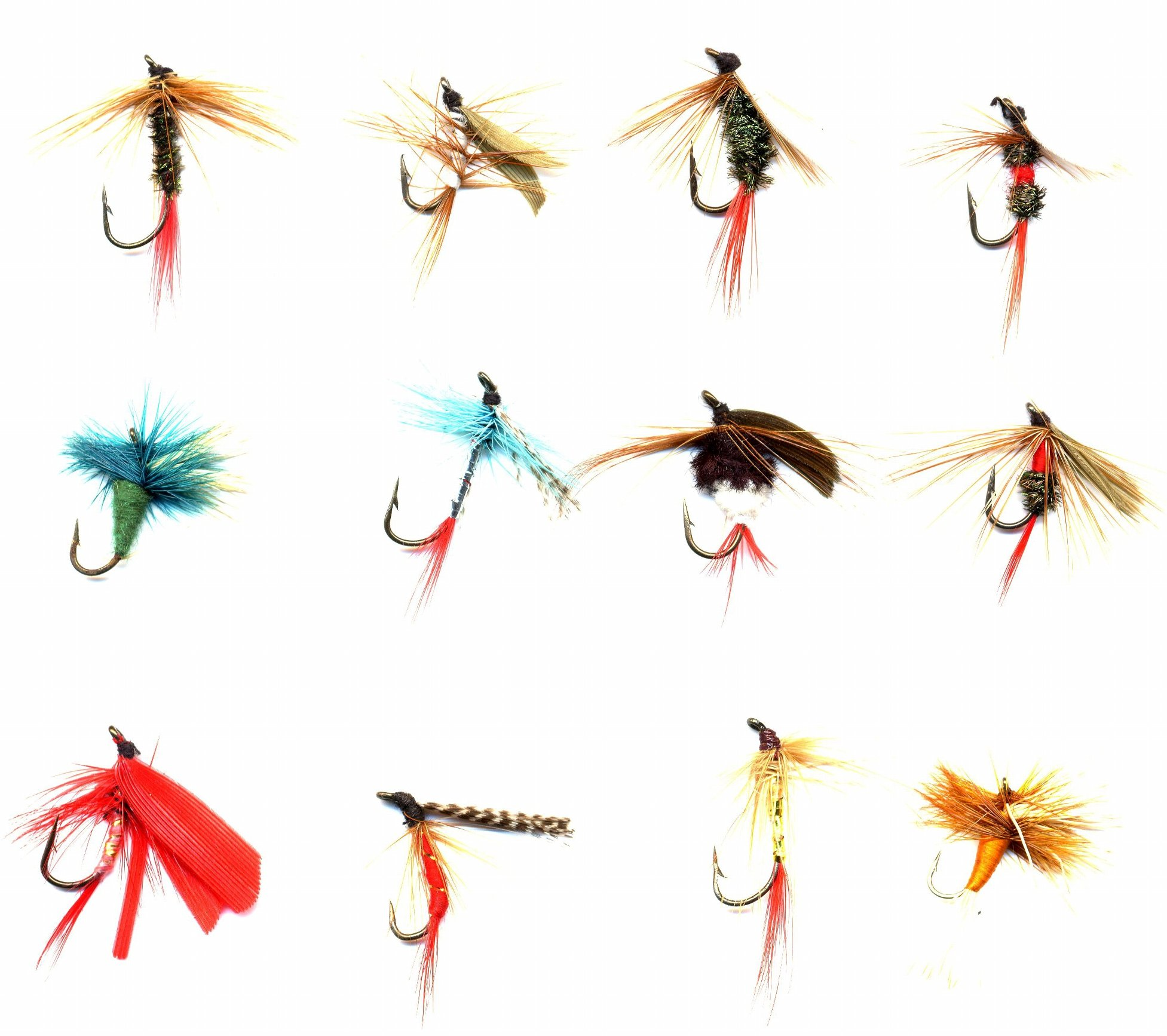
疑似餌。毛鉤・フライフィッシングに用いる
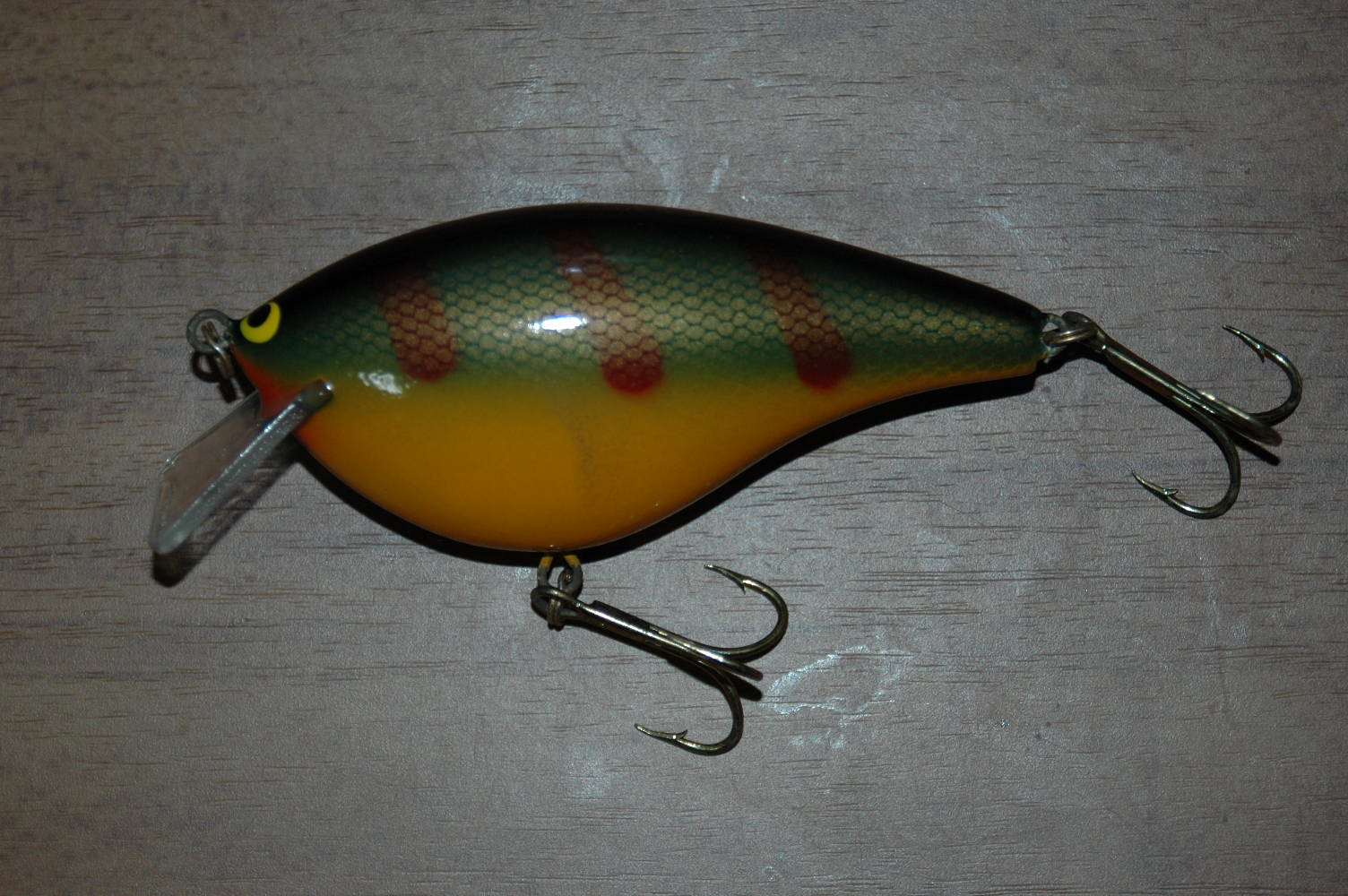
ルアー
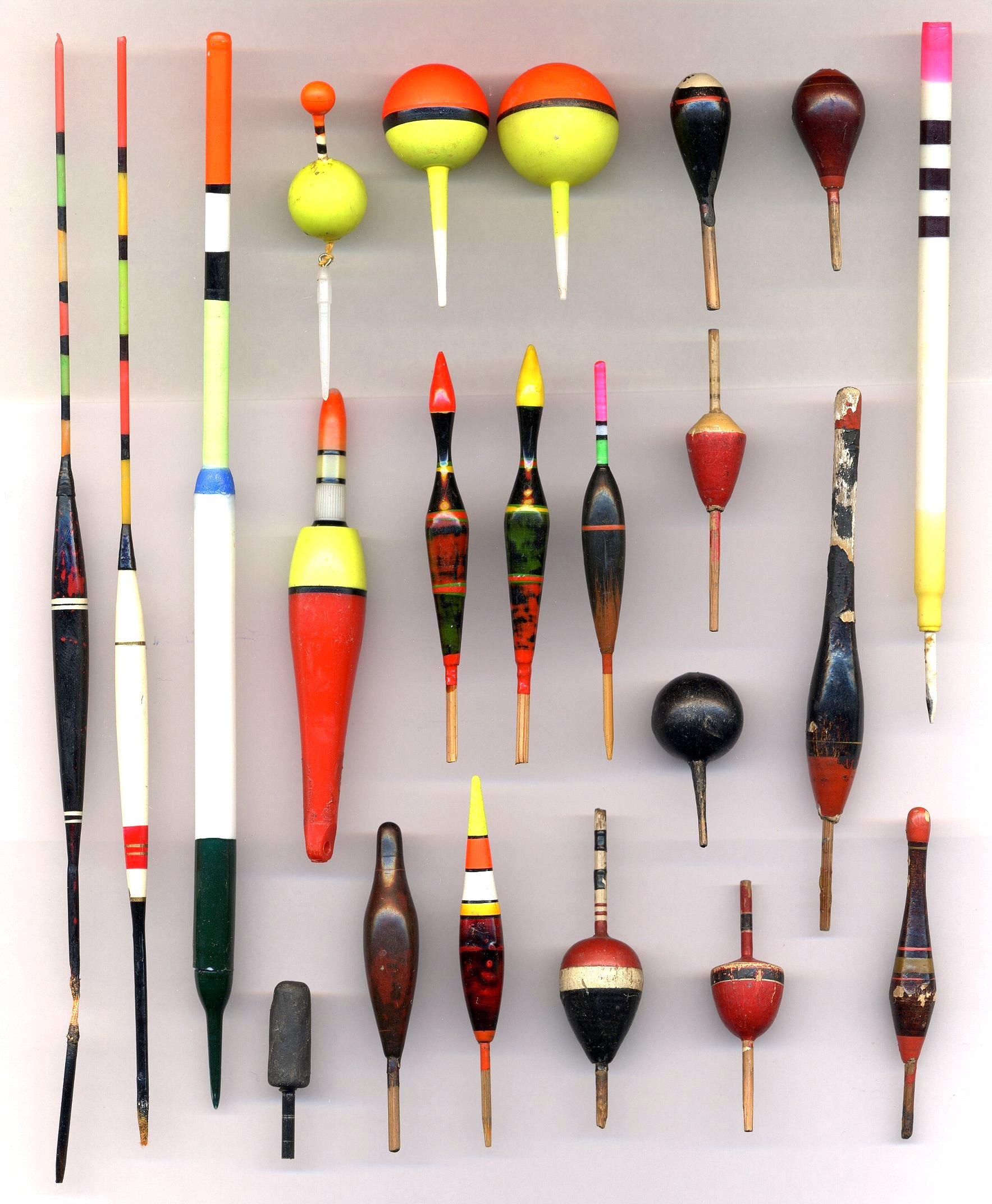
釣り用の浮き
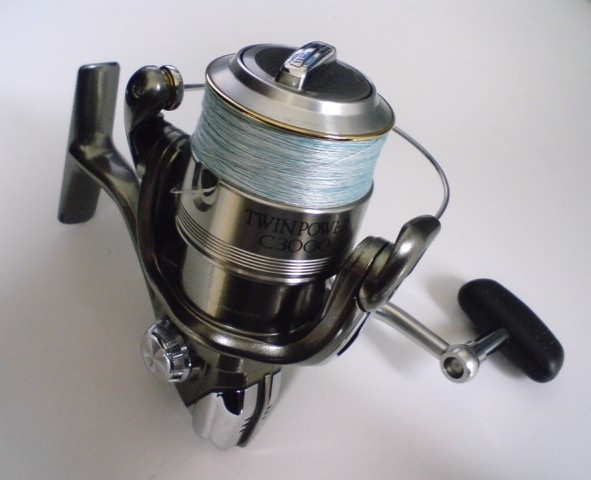
スピニングリール
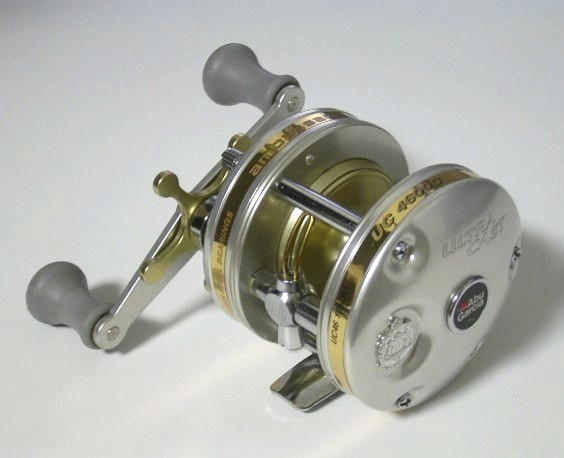
ベイトリール

### 釣り針
実際に魚がかかる部分である。釣り針に餌を付けて釣る餌釣りや疑似餌（ルアーやフライ）による釣りがある。

### 釣り糸
竿から仕掛けまでを道糸、釣り針を直接結ぶ部分の糸をハリス（鉤素）という。

### 釣り竿
先端側を「竿先」といい手元側を「竿尻」という。道糸が竿の内部を通る種類の竿を「中通し竿」という。糸を巻いておく道具としてリールがある。

### 浮き
釣り糸の途中に取り付け、釣り針を一定の水深に保つとともに、魚が釣り針の餌を食べていること、魚が釣り針に掛かったことを知るために用いる。また、釣り針の餌を含む仕掛けを遠投する役割を持つことがある。浮きは用途によりさまざまな形状がある。平常時の浮きの姿勢を保つために、釣り糸の途中に錘（オモリ）を取り付けることがある。

### オモリ
仕掛けを沈めるための道具がオモリである。小さい球状のオモリとしてガン玉がある。また、割れ目があるオモリとして割りビシがある。

### その他の釣り具
- 天秤 (釣り具)
- たも網
- 魚篭（びく）
- 集魚板

### 主なメーカー
シマノとグローブライド（ブランド名：ダイワ）の売上高が大きい。また、ルアーなどの生産はゲーリーインターナショナルやジャッカル等が挙げられる。

## 釣りエサの種類

### 生き餌
| 名称                         | 説明 |
| ---------------------------- | --- |
| イクラ                       | カジカの卵と同様、渓流魚の好物。 |
| ミミズ                       | 関東ではキジ、関西ではナマエという通称で呼ばれる。代表的な淡水魚のエサの一つ。マサエと呼ばれるものがよい。 |
| ボッタ（ミミズの一種）       | 川底に生息するマッチ棒ほどのミミズ。寒ブナ釣りに適している。 |
| アカムシ                     | 池溝の土底に生息する深紅の虫。保存がきき、マブナが好む。 |
| サシ                         | 関西での名はサバ虫。キンバエの卵をサバの身に産み付けさせたもので、ハヤ、ヤマベ釣りに頻用する。ベニガラで赤く染めたものはベニザシと呼ばれる。 |
| クリムシ                     | 栗の実につく、柔らかく白色の虫。サシと同様、ハヤ、ヤマベ釣りに使用。 |
| カマエビ                     | ブドウムシ、エビツルムシとも呼ばれる。渓流釣りの携帯エサ。山ブドウ、野ブドウの蔓に生息するブドウトラカミキリの幼虫。 |
| チシャのムシ                 | ヤマベの好物。チシャの木、エゴの木の実に生息する白いウシヅラヒゲナガゾウムシの幼虫。 |
| タマムシ                     | タナゴ釣りに使用。桜、柳、梅などの小枝に殻をつけるヤツガシラの幼虫。 |
| ヤナギムシ                   | 柳の幹につくカミキリモドキの幼虫。ヤマベ、ハヤ釣りのエサ。 |
| ヂグモ                       | 木や垣根の根元に袋状の巣を作るクモ。ハヤ、ヤマベ釣りに使い、えさの少ない川でのヤマメ、イワナ釣りに効果がある。 |
| チョロ                       | ナデムシとも呼ばれる。川辺の石の裏に住み着く川虫で、渓流釣りでは最もスタンダードなエサ。カゲロウの幼虫。 |
| ピンチョロ                   | カワゲラの幼虫で、渓流釣りの良きエサだが、4 - 5月にしか採取できない。河原の浅い水溜りにいる。 |
| クロカワムシ                 | トビケラの幼虫で、全体的に青黒く、口吻が黒く、瀬の石裏に生息している。チョロが少ない川では効果的で、大型魚を狙う際は多用される。 |
| 魚貝類                       | ここでは一箇所にまとめる。 サンマ、イワシ、イカナゴ、キビナゴ、アジ、シラス、オキアミ、ドジョウ、イカ、サザエ、トコブシ、アサリ、イガイ、イセエビ、クルマエビ、シバエビ、スジエビ、モエビ、スジエビ、シャコ、イソガニ、ヤドカリ、エビガニ、フジツボ、フナムシ |
| 環虫類・昆虫類・植物・その他 | ここでは一箇所にまとめる。 イワムシ、スナイソメ、ゴカイ、アオイソメ、イワイソメフクロイソメ、エラコ、サナギ、ハバノリ、ホンダワラ、スイカ、ミカン |

### まき餌
魚をおびき寄せるためにまく餌。

### 人工餌
魚肉などを練ったボイリーなどの他、人間が食べるような食パン、うどん、油揚げ、コートレット、ペットフードなどでも餌になる。
イネ
ソウギョ釣りに用いられる。
サツマイモ
ふかしたものを角型に切りそろえて用いたり、練りエサ（マッシュポテト）としても用いられる。コイ、ヘラブナ、ヤマベ釣りに使われる。芋ようかんも同様に用いられる。
うどん
瓶入りで販売されている。モロコ釣りに最適。

### ルアー（疑似餌）
木材などを魚に模倣させて釣る方法。

### フライ（毛バリ）
毛などを虫のような振る舞いをさせて釣る方法。

## テクニック
- 友釣り
- コロガシ釣り（素掛け）
- どぶ釣り
- 穴釣り
- Spin fishing（英語版）
- フライフィッシング
- ルアーフィッシング

## ギャラリー
- 磯釣り
- 防波堤釣り[注釈 2]
- 浜釣り
- 海上の足場。この写真は大正時代の日本のものだが、世界を見渡すと、似たような釣法を行っている地域はいくつもある。[注釈 3]
- 海上のプライベートなモーターボートからの釣り
- シーカヤックでの釣り
- 川釣り
- 渓流釣り
- 氷のはった湖面上。ワカサギの穴釣り
- 池釣り。池では、手漕ぎボートや、電動モータで推進するボートの上で釣りをするやり方も盛ん。
- 釣り堀での釣り

## 問題

### 立ち入り禁止区域への侵入
進入禁止とされている場所での釣りが問題となっている。鹿島港では立ち入り禁止とされている防波堤に釣り人が無断侵入しては高波に攫われるなどして、2013年までに通算63人が死亡しているが、現在も高さ3 mのフェンスを破壊したり乗り越えたりして侵入を繰り返す釣り人が絶えない。

### 釣りにより発生するゴミ
河川・湖沼など淡水魚の生息する地域は野鳥にとって重要な食糧供給地域でもある。これらの場所に放置された釣り糸や針付きの釣り糸などは野鳥の生命を脅かす状況にあり、定期的にゴミとして大量に回収されている。また、疑似餌（特にワームと呼ばれるもの）による化学的な汚染や、撒き餌などによる水質汚濁も懸念されている。海釣りの磯でも同様で、波止釣りや埠頭でのゴミ放置も問題化している。
2018年、欧州連合は、海洋ごみの多くに釣り具が含まれていることに着目し、釣り具メーカーにごみの収集費用を負担させる規制案を発表。2019年を目途に、欧州議会と加盟国で議論されることとなった。
人工物以外の放置物としては、釣り上げた目当ての魚ではない魚（外道とも呼ばれる）をコンクリート上に放置していく行為が見られる。これは倫理的に問題のある行為であり、対処していかなければならない。

### 外来種の繁殖
オオクチバス、コクチバス、ブルーギルなどの日本国内に天然では存在しない魚類が、釣り人による意図的な放流により、全国的に内水面で繁殖しているといわれており、在来種、特に日本の固有種や希少種に対する影響が懸念されている。これらは特定外来生物による生態系等に係る被害の防止に関する法律により放流を禁止されているが、同法は釣り上げたその場で再放流する態様のキャッチ・アンド・リリースについては規制をしていない。このため、秋田県・新潟県・滋賀県琵琶湖などでは条例で禁止している。
なお、釣りの対象とされる外来種であり、在来種に影響を与える魚種でありながら、在来種と誤解されているものとして、ニジマス、輸入種の鯉、一部の湖におけるワカサギなどがある。また、外来種ではないが鮎や鯉の放流、移動により生態系の破壊や　輸入種の鯉と在来種の鯉の交配により在来種への影響もあり、外来種のみの問題とは考えられなくなっている。

## 文化
- 漁業権 - 釣りをするには管理している団体（漁協）に遊漁券を発行してもらう。
- 釣り免許（ドイツ語版） - ドイツ国内での釣りの国家資格。観光客への対応は州によって異なり、メクレンブルク＝フォアポンメルン州では講習や試験もなく期間限定（延長可能な）観光釣り免許（ドイツ語版）が発効されている。
- ゲームフィッシュ
- パンフィッシュ（英語版） - フライパンに入る大きさの魚。
- キャッチ・アンド・リリース
- 禁漁期 - 国際的な機関や各漁協が決めるが、魚の繁殖・産卵期などのために設けられる[13]。
- サイズ制限（英語版） - 大きさによって保護される。
- つり大会（英語版）
- 魚拓

### 団体
- バスフィッシング・プロフェッショナル
- 全日本釣り団体協議会
- 国際ゲームフィッシュ協会

### 関連する逸話

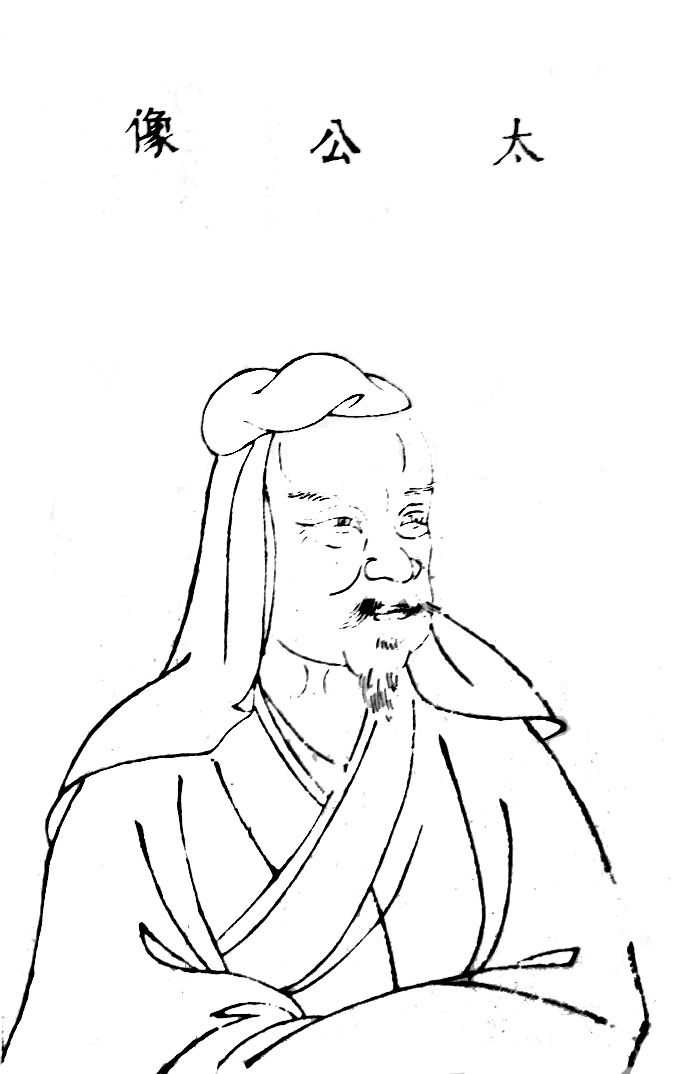
太公望
周の文王が太公望を見出したとき、太公望は渭水のほとりで釣りをしていた。もっとも、太公望は文王の目にとまるために釣りをしているふりをしていただけで、実は餌も釣り針もつけておらず（釣り針が直針だったという話もある）、更に水面から三寸上に離れていたという。しかしこの故事から、日本では釣り人のことを太公望とも言うようになった（中国では釣りが下手な人を指すとのこと）。
海幸彦と山幸彦
『古事記』には、山幸彦と海幸彦の話が載っている。2人は、ある日自分たちの道具を交換し、海幸彦が山に狩に行き、山幸彦が海に釣りに出かけることにした。ところが山幸彦は何も釣れなかったばかりか釣り針までなくしてしまう。海幸彦は怒り、山幸彦が佩刀の十拳剣をつぶして五百の釣針を作ってあげても、許しをあたえようとはしなかった。
釣りの記者
ヨーロッパで、釣りの記事を書く人間は、ユーモアや自分の釣りの対象となる魚に由来するようなペンネームで書く伝統のようなものがある。17世紀初頭から風潮がみられ、18世紀に全盛期となる。

### 比喩・派生語
何らかの方法で誘っておびき寄せて獲物を捕獲するという行為なので、これに似たような行為を比喩で「釣り」と呼ぶことがある。また釣りを細分化したものに譬えることがある。
- 釣り野伏せ - 戦国時代に考案され使われたと言われる戦術の一つ。戦う部隊の真ん中に当たる部分を餌とし、逃げると見せかけて敵をおびき寄せ左右に置いておいた兵で挟み撃ちにし、逃げていた部隊も反転して攻撃する高度な戦法。
- 釣り餌法 - 試料にある餌を入れることで、それを好む特定の微生物だけを釣り出す分離法。
- 一本釣り - 原義は「1本の釣り糸で行う釣り」であるが、転じて「（複数人を説得する際に）ひとりひとり別々に口説き落とす」という意味でも用いる[15]。

#### 男女関連、インターネット上の詐欺関連
- 陸釣り（おかづり、「岡釣り」とも） -  もとは「海岸、川岸などで魚を釣ること」であり、「沖釣り」や「船釣り」と対比する言葉だった（1747年の俳諧・五元集に使用例あり）[16]が、（それが約50年後には）「（幇間などが）店の外で、それとなく待ち受けて客引きをすること」も比喩的に指すようにもなり（俚言集覧、1797年頃）[16]、やがてさらには男が女をあさること、いわゆる「おんなあさり」も指すようになった[16]。現代ではナンパの意味でも使われる。
- （出会い系サイト等）あたかも異性に出会えるかの様に誤認させ、待合せ場所等に誘導する行為を「釣り」と呼ぶ場合がある。
- フィッシング詐欺
- クリックベイト - 扇情的な見出しなどの表示を用いてユーザのクリックを誘っておいて、表示とは違うものをユーザに閲覧させる詐欺宣伝。魚釣りの時に用いる餌（bait）からきている言葉である。
- インターネット掲示板で、議論を盛り上げるために他人が憤りそうな話題をわざと出すのを「釣り」と呼ぶことがある。逆に、発言自体は釣りではないのに、「釣り」のレッテルを貼って、その発言を無効化させる用法もある。議論以外でも、架空の出来事や作品を捏造するなどの巧妙な嘘をついてほかのユーザーを騙す場合にも用いられる。いずれの場合も「釣る」相手（釣られる「さかな」）は個人とは限らない。虚偽の話題を投稿して他人の注目を集めようとする人を「釣り師」と言う[17]。